# Палац Святого Калікста

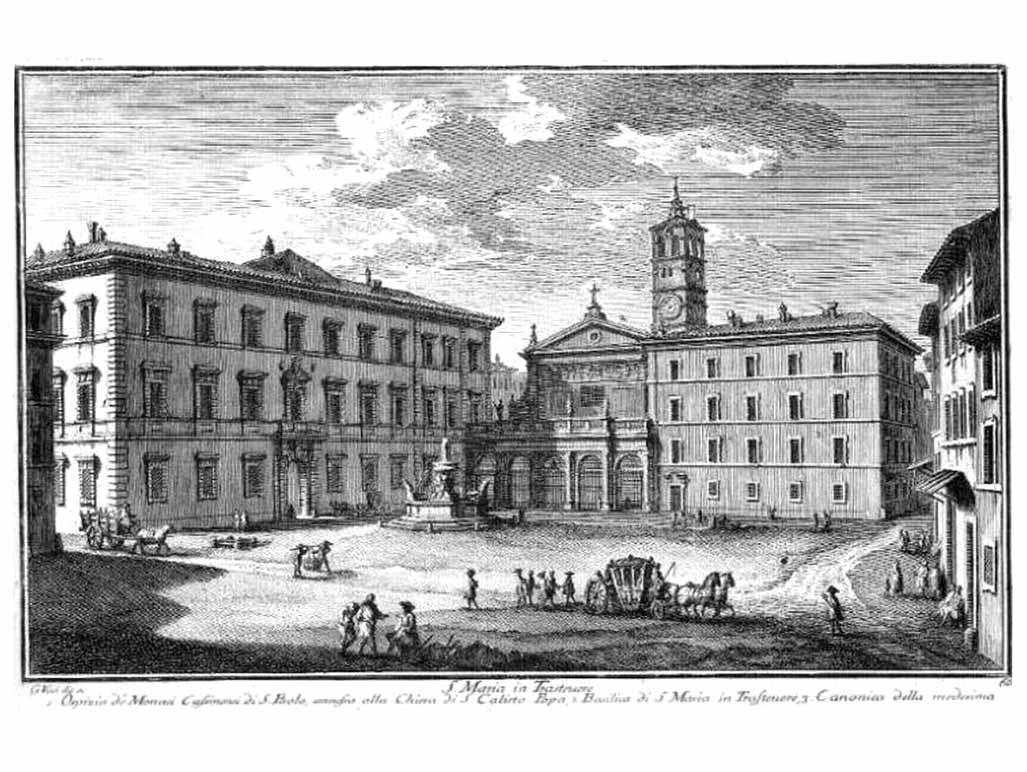
Палац Святого Каліста зліва поруч з церквою Санта Маріа в Травестере, гравюра Джузеппе Васі, середина 18-го ст.

Палац Святого Калікста (італ. Palazzo di San Callisto) — це бароковий палац у районі Риму Трастевере, який належить до екстратериторіальних володінь Святого Престолу. Палац стоїть у центрі району, на площі Санта Марія в Травестере і межує з церквою Санта Марія в Трастевере.
У дворі палацу розташований фонтан, у якому святий Калікст I (італ. San Callisto) прийняв мученицьку смерть.
Включений до Світової спадщини ЮНЕСКО у складі «володіння Святого Престолу в Італії» з 1990 р.

## Історія
Початково палац був резиденцією кардинала-настоятеля церкви Санта Марія в Травестере і у 16-му сторіччі був реконструйований кардиналом Мороне. Папа Павло V перетворив палац на монастир при церкві Сан Каллісто, яку він віддав бенедиктинцям, що через розширення Квіринальського палацу мусили сюди переїхати. Монастир взяв ім'я розташованої поруч маленької церкви і зберігає його досі. У 1610–1618 роках і монастир і церква були реконструйовані Ораціо Торріджіані. Ці фасади і досі виходять на площу Санта Марія в Травестере. Крило, яке виходить на площу Сан Каллісто були реконструйовані 1936 року Джузеппе Момо.
Відповідно до підписаних 1929 року Латеранських угод вся територія палацу належить до Святого престолу.

## Використання
У палаці Святого Калікста сьогодні розташовані:
- Папська Рада у справах мирян
- Папська Рада у справах сім'ї
- Карітас Інтернаціоналіс
- Папська Рада Справедливості і Миру
- та цілий ряд католицьких організацій, які є частиною чи пов'язані з Папським престолом.